# Die letzten Menschen
Die letzten Menschen ist ein deutscher Science-Fiction-Film aus dem Jahr 1919 von Richard Oswald nach dem gleichnamigen Ullstein-Roman von Werner Scheff. Es handelt sich dabei um die Fortsetzung von Oswalds Inszenierung Die Arche.

## Handlung
Die Handlung des Films schließt direkt an Oswalds Die Arche an. Nachdem der Schweif des Lund’schen Kometen beim Passieren der Erde mit seinem starken Kohlenmonoxid-Gehalt ein Leben auf dem blauen Planeten vorübergehend unmöglich gemacht und weitgehend alles Leben vernichtet hat, sind die wiederaufgetauchten U-Boot-Reisenden offensichtlich die letzten Menschen auf der Welt. Auf dem Weg in die Heimat mit dem „gekaperten“ Passagierschiff Gloria beschließen die Überlebenden, eine neue menschliche Zivilisation zu gründen. Als „Grundstock“ besitzen sie jedoch nur drei Frauen. Gründungsort wird das Gut Seeheide. Fortan will man auf die Technik und das Leistungsprinzip vertrauen und dazu strikt die von dem japanischen Gelehrten Keigo Sotume ausgearbeiteten, eugenischen Regeln beachten.
Doch bald droht neues Ungemach, das die Gruppe auseinanderzubrechen scheint: Erst beschließt man, dass der Steuermann Volkert wegen anhaltender Trunksucht das Projekt „Neugründung“ verlassen muss, dann setzt sich der U-Boot-Bauer Walter Fahr freiwillig ab. Dieser glaubt aus genetischen Gründen – er ist Träger einer Erbkrankheit – die von ihm geliebte Helga Pogge, Tochter des Reeders Ernst Pogge, nicht heiraten und sich auch nicht vermehren zu dürfen. Eines Tages trifft eine Gruppe von Schweden ein, die in einem Bergwerk überlebt hat und in der sich Kinder beiderlei Geschlechts befinden. Das Bestehen der menschlichen Rasse scheint somit gesichert. Nach zahlreichen weiteren Hindernissen und Verwicklungen kommt es am Ende zur Wiedervereinigung aller Beteiligten, die eine Hoffnung auf eine neue Welt gerechtfertigt erscheinen lässt.

## Produktionsnotizen
Der deutsche Schriftsteller Werner Scheff hatte 1917 einen Zukunftsroman mit dem Titel „Die Arche“ vorgelegt, der im Januar 1918 bei Ullstein in Berlin herauskam. Seine Endzeitvision wird als literarische Reaktion auf den Einsatz von U-Booten und Giftgas im Ersten Weltkrieg angesehen. Wie der Roman ist demnach auch der Film stark von den Eindrücken des nur wenige Monate zurückliegenden Ersten Weltkriegs beeinflusst. Er entstand in der zensurlosen Zeit und wurde im Oktober 1919, gleich im Anschluss an Die Arche (Premiere im September 1919), in den Richard-Oswald-Lichtspielen unter dem Titel „Die letzten Menschen: Die Arche. 2. Teil“ uraufgeführt. Die letzten Menschen besaß eine Länge von 2164 bzw. 2161 Meter, verteilt auf sieben Akte. Die Filmbauten entwarf Julius Hahlo; an der Kamera stand Karl Freund. Erst nach Wiedereinführung der Reichsfilmzensur lag der Film am 16. Juli 1920 zur Prüfung vor und wurde unter der Nr. 112 für Jugendliche verboten.

## Kritiken
„Mit diesem Stoff sind zugleich die Vorzüge des Films gegeben: Wundervolle Stimmungsmalerei, geistreiche Ausblicke und Gegenüberstellungen und kraftvoll fortschreitende Handlung, die gegen Schluß ihren Zuschauer in ihren Bann zwingt. (…) [Oswalds] lebendige Inszenierung vermag die Schwächen des Manuskripts zu überwinden.“

„Die Expressionisten lehnten sich in einigen ihrer apokalyptischen Visionen der Zerstörung der Alten Welt an die Sintflut-Symbolik an. Beispiel für eine derartige Zerstörung war für sie und andere Autoren der Erste Weltkrieg“

Paimann’s Filmlisten resümierte: „Stoff sehr spannend. Photos, Szenerie und besonders das Spiel ausgezeichnet (ein Schlager I. Ranges)“
Des Weiteren wurde der Film besprochen von bzw. in:
- Filmkurier No. 104, 1919
- Der Film  No. 41, 1919
- Kinematograph No. 666, 1919
- Filmwelt No. 14, 1919
- Rhein. Filmkunstbühne No. 2, 1919

und ist erfasst bei
- Gerhard Lamprecht, Deutsche Stummfilme Vol. 19 No. 227